# Orthomorpha doriae
Orthomorpha doriae är en mångfotingart som beskrevs av Pocock 1895. Orthomorpha doriae ingår i släktet Orthomorpha och familjen orangeridubbelfotingar. Inga underarter finns listade i Catalogue of Life.